# Perwaja Liga (Russland)
Die Perwaja Liga (russisch Первая лига ‚Erste Liga‘), bis 1997 Perwaja liga (1. Liga), 1998–2010 Perwy diwision (1. Division), 2010–2022 Perwenstwo FNL, ist die zweithöchste Spielklasse im russischen Fußball und wird von der russischen Fußball-Liga betrieben. Die Liga besteht aus 18 Mannschaften, von denen zwei jede Saison in die Premjer-Liga aufsteigen und drei in die 2. Liga absteigen.

## Geschichte
Nach dem Zerfall der Sowjetunion bildeten alle Vereine der Sowjet Premjer-Division und Sowjet 1. Division zusammen eine einzige Topliga, wodurch die neue 1. Liga genannte 2. Spielklasse auf regionale Ebene beschränkt war. Somit bildeten in den ersten beiden Jahren bis 1994 drei regionale Ligen die zweite russische Spielklasse. Ab diesem Zeitpunkt spielte man nur noch in einer zweiten Spielklasse.
Nach mehreren Namenswechseln spielt man seit der Saison 2022/23 wieder unter dem traditionellen Namen Perwaja Liga (1. Liga). Die Anzahl der teilnehmenden Mannschaft wurde von 20 auf 18 reduziert.

## Teilnehmer 2025/26
| Mannschaft                   | Gründung | Ort                    | Oblast/Region/Republik  |
| ---------------------------- | -------- | ---------------------- | ----------------------- |
| FK SKA-Chabarowsk            | 1946     | Chabarowsk             | Region Chabarowsk       |
| Schinnik Jaroslawl           | 1957     | Jaroslawl              | Oblast Jaroslawl        |
| Ural Jekaterinburg           | 1930     | Jekaterinburg          | Oblast Swerdlowsk       |
| Spartak Kostroma             | 1959     | Kostroma               | Oblast Kostroma         |
| FK Jenissei Krasnojarsk      | 1937     | Krasnojarsk            | Region Krasnojarsk      |
| Rodina Moskau                | 2015     | Moskau                 | Moskau                  |
| Torpedo Moskau               | 1924     | Moskau                 | Moskau                  |
| Kamas Nabereschnyje Tschelny | 1981     | Nabereschnyje Tschelny | Republik Tatarstan      |
| FK Neftechimik Nischnekamsk  | 1991     | Nischnekamsk           | Republik Tatarstan      |
| Tschernomorez Noworossijsk   | 1907     | Noworossijsk           | Region Krasnodar        |
| Tschaika Pestschanokopskoje  | 1997     | Pestschanokopskoje     | Oblast Rostow           |
| FK Sokol Saratow             | 1930     | Saratow                | Oblast Saratow          |
| FK Tscheljabinsk             | 1977     | Tscheljabinsk          | Oblast Tscheljabinsk    |
| Arsenal Tula                 | 1946     | Tula                   | Oblast Tula             |
| FK Ufa                       | 2010     | Ufa                    | Republik Baschkortostan |
| Wolga Uljanowsk              | 1947     | Uljanowsk              | Oblast Uljanowsk        |
| Rotor Wolgograd              | 1929     | Wolgograd              | Oblast Wolgograd        |
| FK Fakel Woronesch           | 1947     | Woronesch              | Oblast Woronesch        |

## Aufsteiger
| Saison  | Gewinner | Mitaufsteiger                                  |
| ------- | --- | ---------------------------------------------- |
| 1992    | Schemtschuschina Sotschi (West), Kamas Nabereschnyje Tschelny (Mitte), Lutsch-Energija Wladiwostok (Ost)     | -                                              |
| 1993    | Tschernomorez Noworossijsk (West, nicht aufgestiegen), FK Lada Toljatti (Mitte), Dinamo-Gasowik Tjumen (Ost) | -                                              |
| 1994    | Tschernomorez Noworossijsk                                                                                   | Rostselmasch Rostow                            |
| 1995    | Baltika Kaliningrad                                                                                          | FK Lada Toljatti, Zenit St. Petersburg         |
| 1996    | Dinamo-Gasowik Tjumen                                                                                        | Schinnik Jaroslawl, FK Fakel Woronesch         |
| 1997    | Uralan Elista                                                                                                | -                                              |
| 1998    | Saturn Ramenskoje                                                                                            | Lokomotive Nischni Nowgorod                    |
| 1999    | Anschi Machatschkala                                                                                         | FK Fakel Woronesch                             |
| 2000    | FK Sokol-Saratow                                                                                             | Torpedo-SIL Moskau                             |
| 2001    | Schinnik Jaroslawl                                                                                           | Uralan Elista                                  |
| 2002    | Rubin Kasan                                                                                                  | Tschernomorez Noworossijsk                     |
| 2003    | Amkar Perm                                                                                                   | FK Kuban Krasnodar                             |
| 2004    | Terek Grosny                                                                                                 | Tom Tomsk                                      |
| 2005    | Lutsch-Energija Wladiwostok                                                                                  | Spartak Naltschik                              |
| 2006    | FK Chimki | FK Kuban Krasnodar                             |
| 2007    | Schinnik Jaroslawl                                                                                           | Terek Grosny                                   |
| 2008    | FK Rostow | FK Kuban Krasnodar                             |
| 2009    | Anschi Machatschkala                                                                                         | FK Sibir Nowosibirsk                           |
| 2010    | FK Kuban Krasnodar                                                                                           | Wolga Nischni Nowgorod                         |
| 2011/12 | Mordowija Saransk                                                                                            | Alanija Wladikawkas                            |
| 2012/13 | Ural Jekaterinburg                                                                                           | Tom Tomsk                                      |
| 2013/14 | Mordowija Saransk                                                                                            | Arsenal Tula, Torpedo Moskau, FK Ufa           |
| 2014/15 | Krylja Sowetow Samara                                                                                        | Anschi Machatschkala                           |
| 2015/16 | Gasowik Orenburg                                                                                             | Arsenal Tula, Tom Tomsk                        |
| 2016/17 | FK Dynamo Moskau                                                                                             | FK Tosno, FK SKA-Chabarowsk                    |
| 2017/18 | FK Orenburg                                                                                                  | Krylja Sowetow Samara, FK Jenissei Krasnojarsk |
| 2018/19 | FK Tambow | FK Sotschi                                     |
| 2019/20 | Rotor Wolgograd                                                                                              | FK Chimki                                      |
| 2020/21 | Krylja Sowetow Samara                                                                                        | FK Nischni Nowgorod                            |
| 2021/22 | Torpedo Moskau                                                                                               | FK Fakel Woronesch                             |
| 2022/23 | Rubin Kasan                                                                                                  | Baltika Kaliningrad                            |
| 2023/24 | FK Chimki | Dynamo Machatschkala, FK Akron Toljatti        |
| 2024/25 | Baltika Kaliningrad                                                                                          | FK Sotschi                                     |
| 2025/26 | |                                                |

## Absteiger
| Saison  | Absteiger | Anmerkungen |
| ------- | --- | --- |
| 1992    | Energomasch Belgorod, Prometey-Dynamo Sankt Petersburg, Trion-Wolga Twer (West); Atommasch Wolgodonsk, Gastello Ufa, Dynamo Kirow (Mitte); Amur Blagoweschtschensk, Amur Komsomolsk-na-Amure (Ost) | - |
| 1993    | 14 Mannschaften (West), 13 Mannschaften (Mitte), 11 Mannschaften (Ost) | Massenabstiege bedingt durch den Zusammenschluss der drei Staffeln zu nur noch einer Liga.                                              |
| 1994    | Awtodor Wladikawkas, Torpedo Wladimir, Ersu Grosny, FK Swesda Perm, Techinwest-M Moskau | Ersu Grosny nach dem 24. Spieltag ausgeschlossen (Erster Tschetschenienkrieg).                                                          |
| 1995    | Saturn-1991 St. Petersburg, Irtysch Omsk, Kolos Krasnodar, Presnja Moskau | - |
| 1996    | Torpedo Arsamas, Okean Nachodka, Swesda Irkutsk, Metallurg Krasnojarsk, Tschkalowez Nowosibirsk | - |
| 1997    | Sarja Leninsk-Kusnezki, Energija Kamyschin, Uralmasch Jekaterinburg, Torpedo Wolschski, FK Lutsch Wladiwostok                                                                                      | - |
| 1998    | FK Neftechimik Nischnekamsk, Druschba Maikop, FK Lada Toljatti-WAS, Kuban Krasnodar, Irtysch Omsk, Kamas-Tschally Nabereschnyje Tschelny                                                           | FK Neftechimik Nischnekamsk abgestiegen als Relegationsverlierer.                                                                       |
| 1999    | FK Tjumen, Torpedo Nischni Nowgorod, Lada-Simbirsk Dimitrowgrad, Dynamo Stawropol, Spartak Orechowo                                                                                                | - |
| 2000    | Nosta Nowotroizk, Schemtschuschina Sotschi, Metallurg Lipezk, Spartak-Tschukotka Moskau, Lokomotive Sankt Petersburg                                                                               | Spartak-Tschukotka Moskau nach 19 Spielen ausgeschlossen. Lok. St. Petersburg wurde in die Amateurliga zwangsversetzt.                  |
| 2001    | Arsenal Tula, Baltika Kaliningrad, Lokomotive Nischni Nowgorod | - |
| 2002    | FK SKA Rostow, Metallurg Krasnojarsk | - |
| 2003    | Dynamo Sankt Petersburg, Fakel Woronesch, Ural Jekaterinburg, Kristall Smolensk, Wolgar-Gazprom Astrachan, FK Lada Toljatti                                                                        | Dynamo St. Petersburg musste wegen finanzieller Unregelmäßigkeiten zwangsabsteigen.                                                     |
| 2004    | Uralan Elista, FK Neftechimik Nischnekamsk, Baltika Kaliningrad, Mordowija Saransk, SOJUS-Gazprom Ischewsk                                                                                         | - |
| 2005    | Metallurg-Kusbass Nowokusnezk, Amur Blagoweschtschensk, Metallurg Lipezk, Petrotrest St. Petersburg, PFK Sokol Saratow                                                                             | - |
| 2006    | FK Spartak Nischni Nowgorod, Fakel Woronesch, FK Orjol, Metallurg Krasnojarsk, Anguscht Nasran | - |
| 2007    | Awangard Kursk, Mordowija Saransk, Tekstilschtschik-Telekom Iwanowo, Sodowik Sterlitamak, Spartak-MSK Rjasan                                                                                       | Sodowik Sterlitamak wurde nach der Saison aufgelöst. Spartak-MSK Rjasan zog sich nach der Hinrunde zurück.                              |
| 2008    | SKA Rostow, Sportakademklub Moskau, FK Metallurg-Kusbass Nowokusnezk, Wolga Uljanowsk, Torpedo Moskau, Maschuk-KMW Pjatigorsk, Dynamo Barnaul, Dynamo Brjansk, Swesda Irkutsk                      | SKA Rostow und Sportakademklub Moskau stiegen freiwillig ab.                                                                            |
| 2009    | Witjas Podolsk, Nosta Nowotroizk, FK Tschita, Tschernomorez Noworossijsk, Metallurg Lipezk, MWD Rossii Moskau                                                                                      | Witjas Podolsk zog sich nach der Saison und MWD Rossii Moskau nach 19 Spielen aus finanziellen Gründen zurück.                          |
| 2010    | Dynamo Sankt Petersburg, Rotor Wolgograd, Saljut-Energija Belgorod, Irtysch Omsk, Awangard Kursk                                                                                                   | - |
| 2011/12 | Dynamo Brjansk, Kamas Nabereschnyje Tschelny, Torpedo Wladimir, Schemtschuschina Sotschi, Gasowik Orenburg, Lutsch-Energija Wladiwostok, Tschernomorez Noworossijsk, Fakel Woronesch,              | Schemtschuschina Sotschi zog sich nach 19 Spielen zurück. Kamas, Torpedo Wladimir und Dynamo Brjansk zogen sich nach Saisonende zurück. |
| 2012/13 | FK Chimki, Wolgar Astrachan | - |
| 2013/14 | Spartak Naltschik, Alanija Wladikawkas, Rotor Wolgograd, Neftechimik Nischnekamsk, FK Saljut Belgorod, Anguscht Nasran                                                                             | Alanija Wladikawkas und Saljut Belgorod wurden ausgeschlossen. Spartak Naltschik und Rotor Wolgograd zogen sich freiwillig zurück.      |
| 2014/15 | Sachalin Juschno-Sachalinsk, Chimik Dserschinsk, Dynamo Sankt Petersburg | - |
| 2015/16 | Wolga Nischni Nowgorod, Torpedo Armawir, Baikal Irkutsk, Kamas Nabereschnyje Tschelny | Wolga Nischni Nowgorod wurde nach der Saison aufgelöst.                                                                                 |
| 2016/17 | Mordowija Saransk, PFK Sokol Saratow, Spartak Naltschik, FK Neftechimik Nischnekamsk | - |
| 2017/18 | FK Kuban Krasnodar, Wolgar Astrachan | FK Kuban Krasnodar wurde aufgelöst, Wolgar Astrachan zog sich freiwillig zurück.                                                        |
| 2018/19 | FK Sibir Nowosibirsk, Zenit St. Petersburg II, FK Tjumen | - |
| 2019/20 | FK Armawir, Awangard Kursk, FK Lutsch Wladiwostok, Mordowija Saransk | FK Armawir, Awangard Kursk und Lutsch Wladiwostok zogen sich freiwillig zurück, Mordowija Saransk wurde die Lizenz entzogen.            |
| 2020/21 | Tschaika Pestschanokopskoje, Irtysch Omsk, Dynamo Brjansk, Tschertanowo Moskau, Schinnik Jaroslawl                                                                                                 | Tschaika Pestschanokopskoje wurde die Lizenz entzogen.                                                                                  |
| 2021/22 | Tom Tomsk, FK Olimp-Dolgoprudny, Kamas Nabereschnyje Tschelny, Rotor Wolgograd, FK Metallurg Lipezk, Tekstilschtschik Iwanowo                                                                      | Tom Tomsk und FK Olimp-Dolgoprudny erhielten keine Lizenz für die Folgesaison.                                                          |
| 2022/23 | Weles Moskau, FK Krasnodar-2, FK Ufa, Wolga Uljanowsk | - |
| 2023/24 | FK Leningradez, Wolgar Astrachan, FK Kuban Krasnodar | - |
| 2024/25 | Alanija Wladikawkas, FK Tjumen | PL-Absteiger FK Chimki erhielt keine Lizenz, daher verblieb PFK Sokol Saratow in der Liga.                                              |
| 2025/26 | | - |